# Исаханян, Геворк Анушаванович
Геворк Анушаванович Исаханян (род. 27 мая 1960, Тетри-Цкаро, Грузинская ССР, СССР) — командир 234-го Черноморского ордена Кутузова 3-й степени имени Святого благоверного Александра Невского гвардейского парашютно-десантного полка 76-й Черниговской Краснознамённой гвардейской воздушно-десантной дивизии, генерал-майор запаса. Герой Российской Федерации (2000).

## Биография
Родился 27 мая 1960 года в городе Тетри-Цкаро Грузинской ССР. Армянин. Окончил русскую среднюю школу. В 1977 году добровольно поступил на службу в Вооружённые Силы СССР. В 1981 году окончил Рязанское высшее воздушно-десантное командное училище.
Служил в частях Закавказского военного округа. С 1981 года служил в 337-м гвардейском парашютно-десантном полку (Кировабад, Азербайджанская ССР): командир парашютно-десантного взвода, заместитель командира и командир разведывательной парашютно-десантной роты. С 1985 года — командир отдельной разведроты 104-й гвардейской воздушно-десантной дивизии. С 1986 года — командир парашютно-десантного батальона 337-го гвардейского парашютно-десантного полка.

## Война в Афганистане
В 1987 году направлен в Демократическую Республику Афганистан. В должности командира парашютно-десантного батальона прославленного 350-го гвардейского парашютно-десантного полка принимал участие в боевых действиях в составе ограниченного контингента советских войск до окончания его вывода в феврале 1989 года. За доблесть и умелое командование десантниками в Афганистане был награждён двумя боевыми орденами.
После возвращения в Советский Союз командовал парашютно-десантным батальоном в Белорусском и Московском военных округах. Принимал участие в локализации вооружённых конфликтов на территории бывшего СССР.
В 1993 году окончил Военную академию имени М. В. Фрунзе. Служил начальником штаба парашютно-десантного полка. Сражался в период Первой чеченской войны 1994—1996 годов.
В 1996—1997 годах, в должности начальника штаба бригады воздушно-десантных войск, принимал участие в миротворческой операции в Боснии и Герцеговине (бывшая Югославия). После возвращения в Россию выполнял новое задание: в 1998 году несколько месяцев находился в составе группы российских миротворцев в Абхазии.
В феврале 1998 года был назначен на должность командира 234-го гвардейского парашютно-десантного полка в 76-й гвардейской воздушно-десантной дивизии (Псков).
В период с августа 1999 по февраль 2000 года во главе полка Геворк Исаханян сражался против вторгшихся из Чечни в Дагестан банд Ш. С. Басаева и Хаттаба, и затем в боях Второй чеченской войны. Все боевые операции полка отличались тщательной подготовкой и чётким взаимодействием участвовавших в них родов войск. Следствием этого стали успешные действия и значительный урон, нанесённый противнику при минимуме своих потерь. За полгода войны в полку погибло в боях менее 10 бойцов.
Указом Президента Российской Федерации от 28 июня 2000 года за мужество и героизм, проявленные в ходе контртеррористической операции на Северном Кавказе, полковнику Исаханяну Геворку Анушавановичу присвоено звание Героя Российской Федерации с вручением знака особого отличия — медали «Золотая Звезда» (№ 667).
Продолжает службу в Российской Армии. С декабря 2000 года начальник штаба Псковской дивизии ВДВ, с мая 2002 года — начальник боевой подготовки ВДВ РФ.
В 2004 году присвоено воинское звание «генерал-майор».
С января 2006 года — начальник Свердловской областной организации РОСТО.
С января 2010 по июнь 2013 года — председатель Совета Регионального отделения ДОСААФ по Свердловской области. С 2018 года — заместитель начальника штаба регионального отделения движения «Юнармия» города Москвы, руководитель отдела развития общественных движений (ЮНАРМИЯ) ГБОУ ДПО МЦПС.
Член партии «Единая Россия» с 20 ноября 2009 года.

## Награды
- медаль «Золотая Звезда»
- Два ордена Красной Звезды
- Орден «Знак Почёта»
- Орден Мужества
- Медаль Жукова
- Нагрудный знак «Воину-интернационалисту»
- Медали
- Награды Демократической Республики Афганистан:
  - Медаль «Воину-интернационалисту от благодарного афганского народа»
  - Орден Красного Знамени (Афганистан)
  - Медаль «10 лет Саурской революции» (Афганистан) Медаль «Патриот России»